# Équipe fédérale Clermont-Auvergne
Vous venez d’apposer le modèle de débat d'admissibilité.
Avant toute chose, veuillez créer la page de débat correspondante en cliquant ici.
- Une fois la page de vote initialisée, rafraîchissez cette page, et le bandeau prendra son aspect définitif.
- Si votre débat d'admissibilité est groupé (le motif et l’argumentation doivent être les mêmes), modifiez cette page pour ajouter au modèle le paramètre « cat » suivi du nom de la page de discussion de l’article pour lequel la page de débat existe déjà (ex. : cat=Discussion:Nom_de_l'autre_article). Ensuite, suivez les nouvelles instructions qui apparaissent.
- Vous pouvez également utiliser le paramètre « type » pour faciliter l’accès aux critères d’admissibilité. Exemple : {{suppression|type=mot-clé}}. Liste des mots-clés existants : fiction, musique, art visuel, fanzine, jeu de société, porno, sportif, association, enseignement, société, site web, route, nombre, (Liste complète ici).

| 1. | Créez la page de débat d'admissibilité.                                                                      | Sauvegardez d’abord la page pour l’initialiser puis indiquez votre motivation.                           |
| 2. | Important : ajoutez une entrée dans la section Débat d'admissibilité du jour.                                | Utilisez ce texte : *{{L\|Équipe fédérale Clermont-Auvergne}}                                            |
| 3. | Pensez à informer les contributeurs principaux de la page et les projets associés lorsque cela est possible. | Utilisez ce texte : {{subst:Avertissement débat d'admissibilité\|Équipe fédérale Clermont-Auvergne}}~~~~ |

L'Équipe fédérale Clermont-Auvergne est une équipe de football professionnelle française mise en place par le régime de Vichy en 1943-1944. Cette formation participe à la Coupe de France et au Championnat de France fédéral 1943-1944.
Clermont-Auvergne est 14e sur seize en championnat. En Coupe de France, Clermont-Auvergne est éliminé en seizièmes de finale contre l'Équipe fédérale Paris-Capitale (3-0). Cette formation est dissoute à la Libération.

## Effectif
- Entraîneur : Marcel Capelle
- René Bessé (défenseur)
- Joseph Biechert
- Maurice Caron
- Albert Chaniel
- Charles Davin
- Maurice Degouys
- René Delagneau
- Paul Gévaudan (attaquant)
- Antoine Lopez
- Lucien Malfreydt
- William Martin
- Octave Mateo
- Jean Mercadier
- Edmond Nowicki (attaquant, arrivé à l'inter-saison de Lyon-Lyonnais)
- José Padron Martin
- Emile Remy
- Lucien Troupel (milieu, arrivé à l'inter-saison de Marseille-Provence)